# Kopretina velkokvětá
Kopretina velkokvětá (Leucanthemum maximum) je bylina, vytrvalá kvetoucí rostlina z čeledi hvězdnicovité (Asteraceae). Je původní v oblastech Francie a Španělska, ale vyskytuje se jako volně rostoucí bylina i v jiných částech světa. Tento druh je jedním z druhů, které Luther Burbank použil při křížení populárních zahradních hybridů známých jako Leucanthemum x superbum.

## Popis
Kopretina velkokvětá je trsnatá vytrvalá bylina s úzkými listy. Dorůstá výšky 30 až 70 cm. Květní stonek je přímý s mnoha velkými zubatými listy. Kvete v červnu až srpnu výraznými květy. Vrcholové květenství je velký úbor, na spodní straně s polokruhovitým, zeleným zákrovem složeným z listenů, které jsou černo-hnědě lemované. Okrajové, jazykovité lístky jsou samčí a bílé barvy delší o 1 až 2 cm než zákrov. Kvítky terčové jsou žluté a oboupohlavní. Srůstem dvou plodolistů vznikne semeník obsahující jedno vajíčko. Plod je malá žebrovaná nažka.

## Synonyma
Podle biolib.cz je pro rostlinu s označením Leucanthemum maximum používáno více rozdílných názvů, například Chrysanthemum maximum. Jednoznačný EPPO kód druh identifikuje označením CHYMA.

## Kultivary
Pěstované kultivary:
- 'Christine Hagemann' plnokvětá, 80 cm
- 'Gruppenstolz' 60 cm

## Pěstování
Nesnáší zastínění, preferuje slunečné polohy, lehké propustné půdy, snese ale i jílovité půdy se zásaditou až neutrální reakcí. Vyžaduje dostatečně vlhké stanoviště. Množení semeny, vegetativně se množí dělením trsů.

## Generativní množení
Při výsevu do pařeniště v březnu až červenci je výsadba možná v září.